# Прованс (маньхуа)
«Прованс» (кит. 普羅旺斯) — двухтомная маньхуа популярного тайваньского автора маньхуа Никки Ли, опубликованная издательством Tongli Publishing в 2004 году.
«Прованс» — название кафе, на фоне которого разворачиваются истории и решаются судьбы героев.

## История создания
Маньхуа «Provence» была нарисована под впечатлением от реально существующего кафе «Прованс», расположенного на улице Цзиньхуацзе в городе Тайбэй, которое Никки Ли часто посещала.
Во время публикации первой части в журнале она была разделена на четыре главы, каждая из которых носила название смеси цветочного чая. Автор специально подобрала их и подробно рассказывает о них в дополнении к первому тому.
Название второй части тоже чайная смесь — «Нежная революция». Это название изначально и вдохновило Никки Ли на создание истории.

## Сюжет
Действие происходит в современном Таиланде. Развитие этой истории по времени суток разделено на две части: на «вечер» (история Тан Вань и Хейса) и «день» (история Арлена и Хайин).
В кафе «Прованс», наполненном атмосферой Франции, семнадцатилетняя старшеклассница и иллюстратор детской литературы Тан Вань с первого взгляда влюбилась в его прекрасного владельца. Его нежный взгляд заставил её сердце биться сильнее, но не так легко признаться в своих чувствах, когда внимания Хейса добиваются так много девушек.
Во второй части нам рассказывают про непростые отношения Хайин и Арлена. Они знакомы с детства, и Хайин привыкла считать Арлена своим братом и относиться к нему соответственно. Но Арлена не устраивают такие отношения, он признается в любви Хайин и всеми силами пытается доказать свою любовь.

## Персонажи
Главные герои
- Тан Вань

Ученица старшей школы, ей семнадцать лет. Превосходно рисует и подрабатывает иллюстратором детской литературы. Влюбилась в Хэйса с первого взгляда, но боится открыть ему свои чувства.
- Цзо Хэйс

Хозяин «Прованса», а также студент математического факультета Тайбэйского Университета. Очень красивый молодой мужчина. Благодаря своей внешности, сдержанности и обаянию, пользуется огромной популярностью у девушек, но держит себя с ними холодно и отстранено.
- Цзо Хайин

Сестра Хэйса, помогающая ему в управлении кафе. Ей 23 года. Милая, вежливая и сдержанная, кроме тех моментов, когда дело касается Арлена. Работает в кафе днем.
- Арлен

Настоящее имя Е Аньлунь. Ему 22 года, учится в Университете. Долгое время жил в Австралии. Писатель дамских романов под псевдонимом Мэн Янь. Знаком с Хэйсом и Хайин с трех лет, тогда же влюбился в Хайин, сохранил свою любовь несмотря на время и теперь страдает от неразделенной любви.
Второстепенные персонажи
У Чужэнь — хозяин художественной галереи по соседству с «Провансом», а также дизайнер интерьеров. Ухаживает за Хайин.
Сяоцзин — однокурсница Арлена. Фанатка работ Мэн Янь. Влюблена в Арлена.

## Список томов
| № | Китайский язык    | Китайский язык         | Русский язык      | Русский язык           |
| № | Дата публикации   | ISBN                   | Дата публикации   | ISBN                   |
| --- | ----------------- | ---------------------- | ----------------- | ---------------------- |
| 1 | 7 февраля 2004 г. | ISBN 978-986-11-3859-5 | 10 апреля 2009 г. | ISBN 978-5-9901457-5-7 |
| Часть 1 - Глава 1: «Казанова» (Casanova) - Глава 2: «Ревность. Часть 1» (Jalousie) - Глава 3: «Ревность. Часть 2» - Глава 4: «Лунный свет» |                   |                        |                   |                        |
| Первый из двух томов маньхуы, наполненной лёгкой романтикой, чистой страстью юных сердец и юмором. История о влюблённых, которые ищут путь к сердцу друг друга — история Тан Вань и Хейса. Молодая художница Тан Вань любит бывать в кафе «Прованс». Ей здесь нравится все: умиротворяющая музыка, приятный аромат трав и особенно молодой хозяин кафе Хэйс. Наблюдая за его безмятежным лицом, она незаметно для себя влюбляется, но не решается признаться ему в своих чувствах, боясь быть отвергнутой. Так продолжается до тех пор, пока однажды неожиданно не появляется молодой человек по имени Арлен, поцеловавший Хейса, о чем безнадежно мечтала множество девушек, посетителей кафе. Однако помимо части «вечер» в первый том также входит начало истории Арлена и Хайин. |                   |                        |                   |                        |
| 2 | 3 марта 2004 г.   | ISBN 978-986-11-4160-2 | 8 июля 2009 г.    | ISBN 978-5-9901457-6-4 |
| Часть 2: «Нежная революция» (Douce Révolution) |                   |                        |                   |                        |
| Второй том завершает историю «Нежная революция», начатую в первом, и содержит ряд сцен из первого тома, которые хотя и воспроизведены дословно, показывают ситуацию с несколько иной точки зрения. Заключительный том дилогии, который рассказывает о непростых отношениях, любви, проходящей сквозь года, и неразделённых чувствах. Чувства Арлена приводят Хайин в смятение, и ей приходится выбирать между ним и У Чужэнем. В конце концов, она всё-таки решает отправиться с Чужэнем в путешествие на юг. Однако Арлен не сдается и до конца пытается покорить её сердце. |                   |                        |                   |                        |